# Devuélveme la vida
Devuélveme la vida es una telenovela de drama y romance colombiana producida por Caracol Televisión, la cual está ambientada entre los años 50 y 70, surgiendo la pasión prohibida y aborda la temática de la discriminación racial.
Está protagonizada por Paula Castaño y Jair Romero, con las participaciones antagónicas de Luis Gerónimo Abreu y Jairo Camargo.  
La telenovela se estrenó el 16 de abril de 2024 por Caracol Televisión  y finalizó el 15 de julio del mismo año. Asimismo se encuentra disponible en el catálogo de Netflix desde el 31 de julio del mismo año a nivel mundial.

## Sinopsis
Es el nuevo y conmovedor drama que trasciende el romance y aborda temas como la discriminación racial, para contar una épica leyenda de un amor prohibido. Así nace una historia clásica de poder, traiciones y venganza. Cuando el papá de Mariana Azcárate, la heredera de la hacienda algodonera La Victoria, descubre que su hija está enamorada de Joaquín, un jornalero afro, se opone, y toma la decisión de deshacerse de él y el bebe que viene en camino. Sin embargo, Joaquín sobrevive al intento de asesinato y huye para salvar su vida. Años después, Mariana descubrirá que fue engañada, y que Joel, su hijo dado por muerto en el parto, fue robado al nacer. Él se enamora de Sara, hija adoptiva de Mariana y nueva heredera de la hacienda, mientras que Joaquín, quien logró sobrevivir, ha regresado a cobrar venganza de la familia

## Reparto
Parte del elenco fue revelado el 22 de diciembre de 2022 por el sitio web Vida Moderna.
- Jair Romero como Joaquín Mosquera / Joseph Stewart  
  - Sergio Herrera como Joaquín Mosquera / Joseph Stewart (joven)
  - Joel "Joe" Mosquera Azcárate
- Paula Castaño como Mariana Mercedes Azcárate Ávila  
  - Maria José Camacho como Mariana Mercedes Azcárate Ávila (joven)
- Jairo Camargo como Alfredo Azcárate Valencia 
  - Carlos Manuel Vesga como Alfredo Azcárate Valencia (joven)
- Melanie Dell'Olmo como Sara "Sarita" Benítez Azcárate /Benítez Rojas
- Luis Gerónimo Abreu como Rogelio Benítez / Rogelio Azcárate Benítez / Ignacio Rosas   
  - Ricardo Mejía como Rogelio Benítez / Rogelio Azcárate Benítez (joven)
- Maia Landaburu como Ofelia Arbeláez
- Modesto Lacen como Graciliano Mosquera
- Jefferson Quiñones como Graciliano Mosquera (joven)
- María Nela Sinisterra como Josefina "Jose" Mosquera
- Paola Valencia como Josefina "Jose" Mosquera (joven)
- Ana Harlen Mosquera como Virgelina de Mosquera
- Kriss Cifuentes como Thiago "Tino" Domínguez / Thiago Ibargüen Córdoba
- Luigi Aycardi como Orlando Azcárate
- José Julián Gaviria como Abelardo Azcárate
- Marcela Agudelo como Magola Azcárate
- Héctor García como Ignacio Bernal
- Nikolás Rincón como Erick Guinand
- Adriana Osorio como Benancia
- Isa Mosquera como Imelda
- Leo Sosa Fuentes como Jesús Manrique
- Charlie Becerra como Federico Ayala
- Edward Rojas como Leonardo
- Tatiana Ariza como Jazmín Rojas / Sor Marina
- Camy Jiménez como Amanda
- Julio Sánchez Cóccaro como Carlos Frías "El Turco"
- Nina Caicedo como Carla Williams
- Paola González como Lucy Stewart / Lucy Mosquera Williams
- Sara Pinzón como Matilde Azcárate
- Leonardo Angelone como César Arboleda
- Juan Carlos Arango como Sargento Mayorga
- Obeida Benavides como Maura
- Marlyn Dinas como Lisseth Guerrero
- Yarlo Ruiz como Ángel Casseres
- Saray Rebolledo como Berenice Casseres
- María Cecilia Sánchez como Eliana Ospina
- Tatiana Santacruz como Linda
- Victoria Hernández como Ignacia Peña
- Walter Luengas como Roberto Angarita
- Felipe Giraldo como Bonche
- Tim Janssen como Mr. Summer
- Indhira Serrano como Primitiva Córdoba
- Javier Gardeazábal como Luis
- Jesús De Los Ríos como Anselmo Luna "Pedro Acuña"
- Miguel González como Rafael